# Xosepe Vega
Xosepe Vega Rodríguez (León, 1968), pseudónimo de Francisco José Vega Rodríguez, es un escritor, articulista, editor y traductor español, conocido en el ámbito de la cultura leonesa por su trabajo en la dignificación de la lengua tradicional de los leoneses y asturianos.

## Trayectoria cultural
Durante su trayectoria cultural ha impartido numerosos cursos, conferencias y charlas en muchas localidades de León, promoviendo así el conocimiento del patrimonio lingüístico asturleonés. Se sitúa entre los activistas por la lengua leonesa que abogan por el uso no politizado del idioma. Suele escribir en un asturleonés de base dialectal cabreiresa. Es además responsable de actividades colectivas en la misma línea, como la asociación Facendera pola Llingua Llionesa de la que fue su presidente, o el semanario La Nuestra Tierra, del que fue el primer director. Como escritor y articulista ha participado en diversos medios escritos (Diario de León, La Crónica de León, Les Noticies) y en 2008 consiguió el primer premio en el I Certame Lliterariu de la asociación cultural La Caleya, patrocinado por el Ayuntamiento de Astorga.
Como consecuencia de la labor pedagógica realizada con los alumnoscabreireses de la Residencia de Estudiantes de Astorga, dentro de la llamada Aula de Cultura Cabreiresa, se editó en 2009 El Prencipicu, versión en dialecto cabreirés de la obra del escritor francés Antoine de Saint-Exupéry, El Principito.

## Trayectoria política
Fue cofundador del partido político Concejo del País Leonés / Conceyu del País Llionés, el 16 de marzo de 1998, de ideología leonesista, junto a otras personalidades del leonesismo como Félix José Echevarría, Amadeo Núñez Vega y Óscar Pariente, estando dentro del organigrama interno como miembro de la comisión gestora.

## Trayectoria sindical
Forma parte del sindicato Comisiones Obreras, en el que ha ejercido como coordinador en León y en Castilla y León del Sector de la Administración Local, como secretario regional de Castilla y León de la Federación de Servicios a la Ciudadanía, siendo reelegido por dicho cargo desde 2011 hasta 2017, y en la actualidad es secretario provincial en la provincia de León.

## Obra

### Como escritor
En asturleonés
- Vega, Xosepe (1999). «La cultura de la matanza nos pueblos de Maragatos». Cultures, Revista Asturiana de Cultura (Academia de la Llingua Asturiana) (9).
- Menéndez Pidal, Ramón; VV.AA (2006). El dialecto Leonés (Edición conmemorativa con relatos y poemas en leonés). El Búho Viajero. ISBN 84-933781-6-X.
- Vega, Xosepe (2008). Epífora y outros rellatos. Llibros Filandón. ISBN 978-84-612-5315-9.
- Vega, Xosepe (2008). Breve hestoria d’un gamusinu. Llibros Filandón. ISBN 978-84-612-5316-6.[11]

En castellano
- Vega, Xosepe (2009). Breve historia de un gamusino. Llibros Filandón. ISBN 978-84-613-1823-0.
- Vega, Xosepe (2009). El Tuerto (colección  'Los caminos del agua: los ríos de León') 25. El Búho Viajero. ISBN 978-84-96872-26-4.

### Como traductor
En asturleonés
- De Saint-Exupéry, Antoine; VV.AA (2009). El Prencipicu (en castellano El Principito, edición traducida al dialecto cabreirés). El Búho Viajero. ISBN 978-84-96872-03-5.

### Como editor
En asturleonés
- Asociación cultural La Caleya; VV.AA (2006). Cuentos populares leoneses (escritos por niños). Llibros Filandón. ISBN 84-611-0795-0.
- Vega, Xosepe (2008). Epífora y outros rellatos. Llibros Filandón. ISBN 978-84-612-5315-9.
- Vega, Xosepe (2008). Breve hestoria d’un gamusinu. Llibros Filandón. ISBN 978-84-612-5316-6.
- Pozuelo, Francisco Javier (2008). Poemas pa nun ser lleídos. Llibros Filandón. ISBN 978-84-612-4484-3.
- Rei, Ramón (2009). El ñegru amor. Llibros Filandón. ISBN 978-84-613-1824-7.
- Oria de Rueda, Juan Andrés (2009). Llogas carbayesas. Llibros Filandón. ISBN 978-84-613-1822-3.

En castellano
- Vega, Xosepe (2009). Breve historia de un gamusino. Llibros Filandón. ISBN 978-84-613-1823-0.